# Gernot Lehr

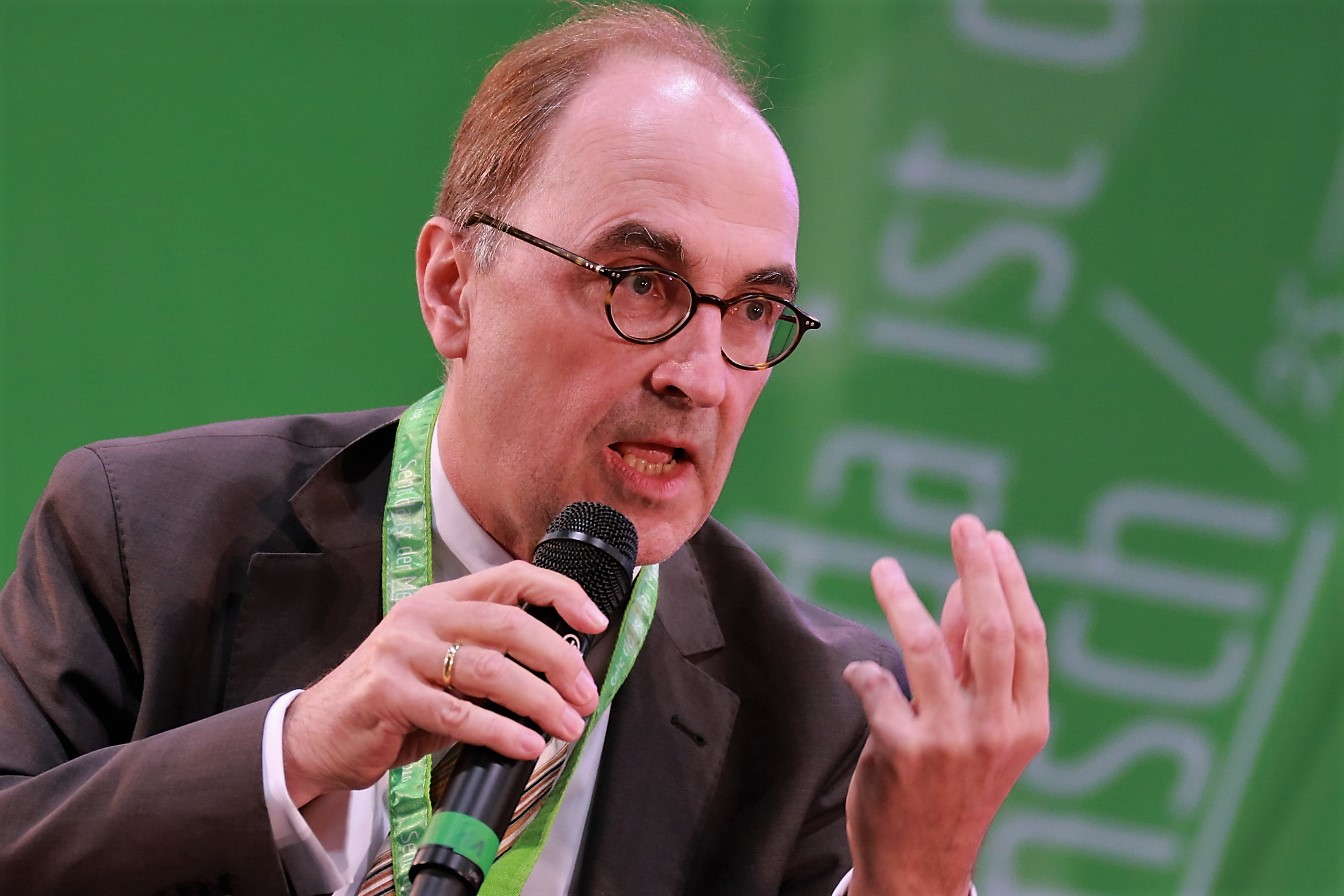
Gernot Lehr (2016)

Gernot Burkhard Lehr (* 1957 in Bonn) ist ein deutscher Rechtsanwalt mit dem Spezialgebiet Medienrecht.

## Leben
Der Sohn der ehemaligen Bundesfamilienministerin Ursula Lehr studierte Rechtswissenschaften und Volkswirtschaft in Bonn und München. 1982 absolvierte er sein erstes und 1986 sein zweites juristisches Staatsexamen. Von 1981 bis 1985 war er Mitarbeiter am Lehrstuhl für Kirchenrecht und öffentliches Recht der Universität Bonn bei Klaus Schlaich. 1986 war er Mitarbeiter im Justiziariat einer Rundfunkanstalt.
Seit 1987 ist er Anwalt der Bonner Anwaltskanzlei Redeker Sellner Dahs. Praxisgebiete sind Presse- und Äußerungsrecht, Rundfunkrecht, Recht der neuen Medien, Urheberrecht, Glücksspielrecht und Medienverfassungsrecht.
Gernot Lehr ist Dozent des Fachlehrgangs Urheber- und Medienrecht der Deutschen Anwalt Akademie sowie Lehrbeauftragter für Medienrecht an der Universität Bonn. In jedem Sommersemester hält er an der Juristischen Fakultät der Universität Bonn eine Vorlesung zum Medienrecht.
Er ist Vorstandsmitglied des Studienkreises für Presserecht und Pressefreiheit in Stuttgart, Vorstandsmitglied des Instituts für Europäisches Medienrecht in Saarbrücken und Berater der Publizistischen Kommission der Deutschen Bischofskonferenz.
Lehr veröffentlichte Arbeiten zum Rundfunk-, Presse- und Glücksspielrecht. Als Anwalt vertrat er 1999 und 2000 den damaligen Bundespräsidenten Johannes Rau in der Düsseldorfer Flugaffäre. Auch Raus Nachfolger Christian Wulff nahm Lehrs Dienste in der Kreditaffäre in Anspruch. Weitere bekannte Mandanten sind Papst Benedikt XVI., der Mitte 2012 beim Landgericht Hamburg eine einstweilige Verfügung gegen ein Titelblatt des Satiremagazins Titanic erwirken ließ; sowie im gleichen Jahr Bettina Wulff, die rechtlich gegen den Google-Konzern vorging. Im August 2025 vertrat er Frauke Brosius-Gersdorf gegen Stefan Weber, die daraufhin am Folgetag ihre Kandidatur zum Bundesverfassungsgericht zurückzog.